# Járvány témájú játékfilmek listája
Az alábbi lista olyan filmek felsorolása, amelyek fő témájának középpontjában vagy a történet hátterében súlyos járvány, vagy kitörésének a veszélye áll.

## Történelmi és irodalmi előzmények

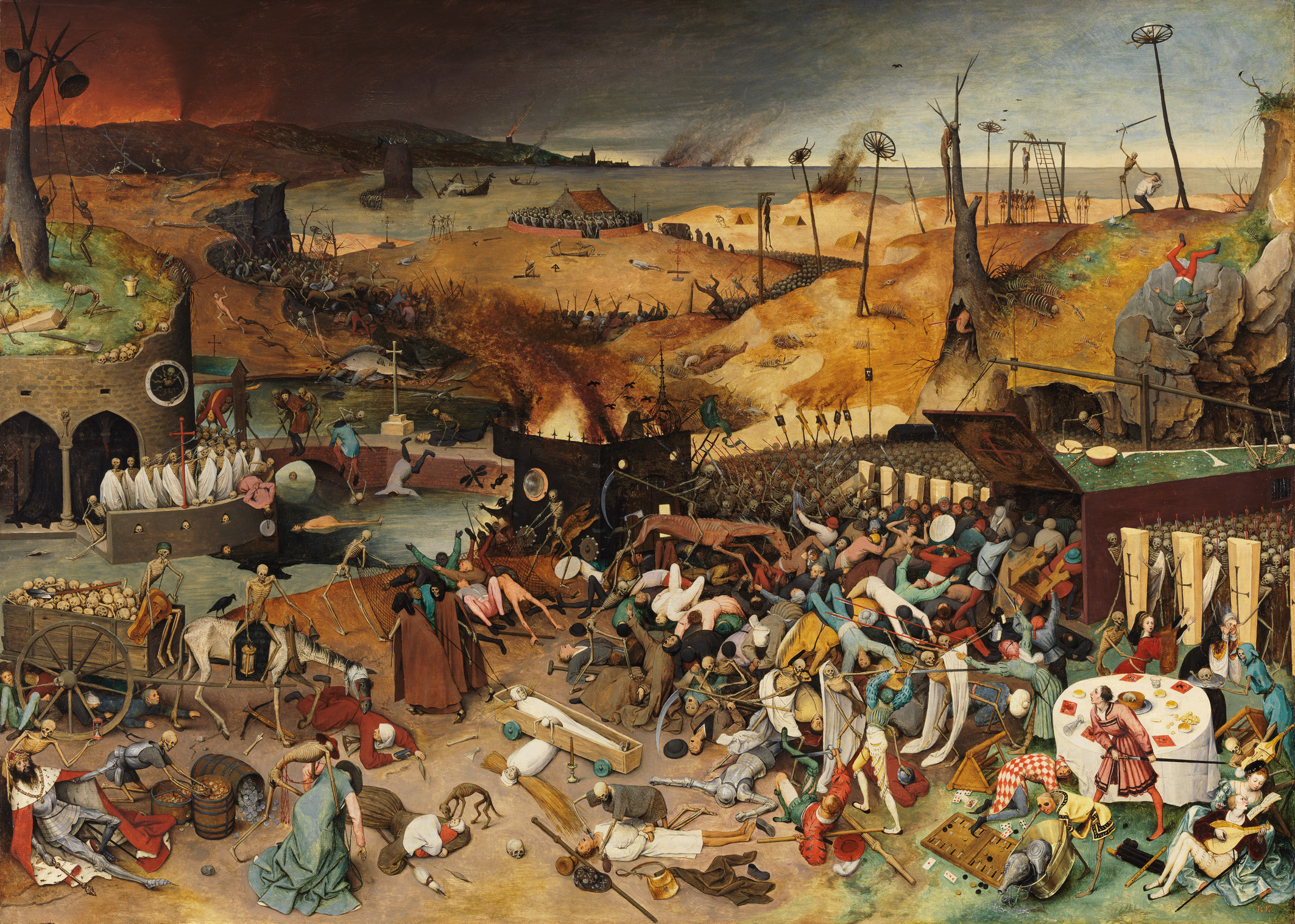
Id. Pieter Bruegel A Halál diadala című festménye (1562 körül)

Az ókori irodalomban történetírók munkáiból lettek ismertek különféle járványok. A görög regékben az istenek büntetésbőlt sújtják a közösséget halálos kórral. Thébait pestisjárvánnyal Oidipusz bűne miatt, az Iliaszban amiért Agamemnón megszöktette Khürszész leányát. A trójai mondakörben Laomedón városára Apollón küldött pestist. Máig folyik a vita, hogy milyen kórokozónak tulajdonítható a Thuküdidész által leírt athéni járvány („athéni pestis”) a peloponnészoszi háború idején. A Bibliából talán a Jelenések könyvében leírt, az utolsó ítélet előtti idők járványa a legemlékezetesebb. A középkori irodalomban pestisjárványokról szóló beszámolókkal lehet találkozni sokszor félelmetes, hátborzongató apokaliptikus víziókkal, különféle képes ábrázolásokkal fokozva a hatást. Megjelenik a Dekameronban illetve a modern irodalomban például Poe A Vörös Halál álarca című novellájában.
Az orvos illetve kórházregények már az 1900-as évek elejétől népszerűek voltak, de járványtémák ritkán kerültek elő. Kivétel talán a spanyolnátha járvány, de az is inkább csak más jellegű történetek hátterében jelent meg.
Megszületése után sikerrel játszották a világ színpadain Karel Čapek A fehér kór című drámáját (1937) amelyben a lepra a fasizmus metaforája. (A német nácizmusra használták a barna pestis kifejezést.) Több filmfeldolgozás témája lett Albert Camus 1947-ben megjelent A pestis (La Peste) című regénye illetve Ostromállapot című drámája.
Az utóbbi évtizedekben a járvánnyal kapcsolatos filmek egy típusa összefonódott a zombi filmekkel. Eredetileg ezekben a történetekben a zombik még fekete mágia, mérgezés majd tömegesen vegyi gyár balesete következtében jöttek létre. A legutóbbi időkben lett általános az a motívum, miszerint valamilyen (általában mesterségesen előállított) vírus következtében válnak élőhalottá a fertőzöttek.
Más vonatkozásban a vírus-filmek népszerűsége nyomán a vámpírfilmek (és vérfarkas filmek) is felerősítették azt a korábban is meglévő, de mellékesen kezelt motívumukat, miszerint a vámpír, vérfarkas harapása azért teszi vámpírrá, vérfarkassá az áldozatot, mert a harapással valami fertőzést adnak át. Ez a motívum korábban is jelen volt ezekben a történetekben, de csak az utóbbi években kapott nagyobb hangsúlyt. Ezekben kimondatlanul a veszettséggel kapcsolatos félelmetes képzetek jelentek meg. Nevesített formában a Veszett, a Karantén és a Z Világháború című filmekben jelenik meg.
A valósághoz jobban közelítő filmalkotásokban a vírus állatokról kerül az emberi szervezetbe, és észrevétlenül jut be a civilizált világba ahol aztán akadálytalanul fejlődik járvánnyá, világjárvánnyá. Ezek közül kiemelkedő az És a zenekar játszik tovább… című dokumentumjátékfilm és a Fertőzés című filmdráma.

## Járványokról szóló filmek
Az alábbi játékfilmek történetében különféle járványok játszanak a cselekményben meghatározó szerepet.
- Vágyakozás (Les orgueilleux, francia-mexikói filmdráma, 1953, rendezte: Yves Allégret és Rafael E. Portas) Egy veracruzi kisvárosban gerinchártya-gyulladásban hal meg egy külföldi turista. Hiába oltják be az özvegyet, lassan kiderül, hogy a városban kitört a járvány. Csak egy régóta a városban rekedt, szintén francia, részeges orvosra lehet számítani a járvány megfékezésében.
- A hetedik pecsét (Det sjunde inseglet, svéd filmdráma, 96 perc, 1957, rendezte: Ingmar Bergman) Egy kereszteslovag visszatér pestis sújtotta hazájába, Svédországba.
- A Sátán férge (The Satan Bug, amerikai akciófilm, 114 perc, 1965, rendezte: John Sturges) Egy tudós halálos vírust tartalmazó tartályokat visz el egy állami laboratóriumból.
- James Bond – Őfelsége titkosszolgálatában (On Her Majesty’s Service, brit kalandfilm, 1969, rendezte: Peter R. Hunt) Blofeld, a Fantom feje Omega vírussal[1] zsarolja a világot. Ha rászabadítja a világra, minden élőlény – a növényektől az emberekig – meddővé válik.
- A fehér kór (magyar tévéjáték, 1970, rendezte: Nemere László Karel Čapek azonos című drámájából) egy országban szörnyű járvány terjed. Eleinte csak az idősebbeket, szegényeket betegíti meg, de hamarosan az elit köreiben is felüti a fejét. Egy orvos megtalálja az ellenszert, de átadását feltételhez köti.
- Az Androméda-törzs (The Andromeda Strain, amerikai sci-fi, 1971, 131 perc, rendezte: Robert Wise Michael Crichton azonos című regényéből) Egy amerikai kisváros közelében ér földet egy űrszonda. A kisváros lakói találják meg, és hatalmas hibát követnek el: felnyitják a szondát. A NASA begyűjtői kihalt várost találnak. Fennáll egy megfékezhetetlen, az egész emberiséget kipusztító halálos járvány veszélye.
- Todo modo (Todo modo, olasz politikai thriller, 1976, rendezte: Elio Petri Leonardo Sciascia azonos című regényéből) A kereszténydemokrata párt prominensei egy föld alatti, kolostorszerű szállodában gyülekeznek lelki gyakorlatra, miközben a külvilágban halálos járvány szedi áldozatait.
- Veszett[2] (Rabid, kanadai horror, 91 perc, 1977, rendezte: David Cronenberg) Veszettség járvány miatt Montreált karanténba zárják.
- A járvány (magyar filmdráma, 1976, 102 perc, rendezte: Gábor Pál) 1831-ben a Felvidéken kolerajárvány pusztít. Balás doktor próbálja megfékezni a járványt, de leginkább az emberek ellenállásával kell megküzdenie.
- Pestis (Plague, kanadai sci-fi, 1979, 88 perc, rendezte: Ed Hunt) Egy tudós tiltott kísérletet hajt végre, amelynek következtében halálos baktériumok jönnek létre. A bacilusok kiszabadulnak és kipusztítják a várost.
- Transzport (magyar film, 1981, rendezte: Szurdi András, írta: Kuczka Péter) Egy meg nem nevezett országban 1916-ban hadifoglyokon biológiai fegyvert kísérleteznek ki.
- Járvány (Epidemic, dán filmdráma, 106 perc, 1987, rendezte: Lars von Trier) A rendező az íróval egy járványról szóló film forgatókönyvén dolgozik, miközben valódi járvány tör ki és szedi áldozatait körülöttük.
- A pestis (La peste, francia-brit-argentín film, 1992, rendezte: Luis Puenzo) Albert Camus azonos című regényének feldolgozása. Az 1990-es években egy dél-amerikai városban pestisjárványt tör ki. Sokan elmenekülnek. Dr. Bernard Rieux próbálja menteni az embereket.
- Fertőzésveszély (Condition: Critical, amerikai tévéfilm, 1992, 96 perc, rendezte: Jerrold Freedman) Los Angelesben gyilkos vírus pusztít.
- És a zenekar játszik tovább… (And the Band Played On, amerikai filmdráma, 1993, rendezte: Roger Spottiswoode) A forgatókönyv Randy Shilts 1987-ben kiadott azonos című regénye alapján készült. Az AIDS járvány történetéről és megfékezésére tett erőfeszítésekről szól 1976-tól 1985-ig. A valós eseményeket feldolgozó dokumentumjátékfilm a CDC munkatársainak az 1976-os ebolajárvány idején végzett munkájával kezdődik.
- Hajnalhasadás (Daybreak, amerikai sci-fi, 1993, 88 perc, rendezte: Stephen Tolkin) A XXI. század elején az Egyesült Államokban az AIDS-hez hasonló járvány pusztít. A betegeket karanténba (leginkább gettóra vagy koncentrációs táborra emlékeztető karanténba) zárják. Egy kis csoport megpróbálja menteni ezeket a halálra ítélteket.
- Jericho láz (Jericho Fever, 12 év, amerikai katasztrófa film, 85 perc, 1993, rendezte: Sandor Stern) Terroristák megszerzik a pusztító Jericho láz vírusát.[1] Az FBI a Járványügyi Központ segítségével próbálja elfogni a kórt terjesztő terroristát.
- 12 majom (Twelve Monkeys, amerikai sci-fi, 1995, 124 perc, rendezte: Terry Gilliam Chris Marker La jetée című regényéből) Egy terrorszervezet halálos vírust szabadított a világra. 2035-ben a föld alatti óvóhelyeken vegetáló túlélők visszaküldenek az időben egy embert, derítse ki, kik voltak és hozzon eredeti mintát az eredeti vírusból amivel talán le lehetne győzni a világjárványt.
- Járvány (Virus, amerikai thriller tévéfilm, 1995, rendezte: Armand Mastroianni Robin Cook regényéből) Amerika nagyvárosaiban afrikai eredetű ebolajárvány tombol. Dr. Marissa Blumenthal kutatásai közben arra kezd gyanakodni, hogy a járvány nem természeti csapásként terjed Amerikaszerte.
- Sliders (Sliders, amerikai sci-fi sorozat, 1995-2000, 4. rész (1S2E): A láz (Fever), 1995, rendezte: Mario Azzopardi) Ebben a párhuzamos világban halálos Q járvány[3] pusztít.
- Vírus (Outbreak, amerikai katasztrófafilm, 1995, 123 perc, rendezte: Wolfgang Petersen) Egy eladásra szánt, Afrikából becsempészett majommal halálos Motaba-vírus[1] kerül az Egyesült Államokba. A vérzéses láz fertőzöttjeinek száma rohamosan nő.
- Járvány (Contagious, amerikai thriller tévéfilm, 1997, 103 perc, rendezte: Joe Napolitano) Egy Los Angelesbe tartó repülőgépen Kolumbiából származó, kolerával fertőzött garnélarákot szolgálnak fel. A járvány megfékezése eleinte egyszerűnek látszott.
- Víruscsapda (Carriers, amerika-német triller, tévéfilm, 1998, rendezte: Alan Metzger Patrick Lynch regényéből) Egy katonaorvos doktornő egy újságírócsapattal indul egy pusztító vírus nyomába.
- Karantén (Quarantine, amerikai akcióthriller, 86 perc, 1999, rendezte: Chuck Bowman) Terroristák megszereznek egy halálos vírust, és azzal zsarolják a kormányt, hogy egy kisvárosra szabadítják.
- Féktelen kór (Runaway Virus, 12 év, amerikai thriller, 100 perc, 2000, rendezte: Jeff Bleckner) Az 1918-as spanyolnátha egy még veszélyesebb mutációja bukkan fel egy dél-amerikai faluban, de még a lezárása előtt egy fiatal nő Los Angelesbe indult.
- Vírusbosszú (Contaminated Man, 2000, rendezte: Anthony Hickox) Egy Budapest melletti víruslaborban egy férfi halálos vírussal fertőződik meg. Haza indul Németországba, és közben terjeszti a ragályt.
- Vakvágányon (Derailed, 15 év, amerikai akciófilm, 89 perc, 2002, rendező: Bob Misiorowski) Kelet-Európán keresztül haladó vonaton terroristák által megkaparintott biológiai fegyver okoz az egész világra veszélyt.
- Fekete halál (Pest – Die Rückkehr, két részes német televíziós filmdráma, 2002, 184 perc, rendezte: Niki Stein) Kölnben  pestisjárvány tör ki. A városközpontot hermetikusan lezárják. Orvosok, járványszakértők és más tudósok veszik fel a harcot a gyorsan terjedő járvánnyal.
- Alien Hunter – Az idegenvadász (Alien Hunter, amerikai sci-fi, 2003, 88 perc, rendezte: Ron Krauss) Az Antarktiszon egy föld alatti laboratóriumban genetikailag módosított kukoricával kísérleteznek. A bázison vírus szabadul el.
- Rejtélyes vírusok nyomában (Medical Investigation, 12 év, húsz részes amerikai filmsorozat, 20 x 60 perc, 2004, rendezte: Horwitch) Az Egészségügyi Intézet nyomozói Dr. Connor vezetésével az újonnan feltűnő vírusokat kutatják, ugyanis ezek következtében alakulhatnak ki a pusztító világjárványok.
- A Hádész-faktor I-II. (alternatív cím: Életveszély, Covert One: The Hades Factor, két részes amerikai akciófilm, 2006, 160 perc, rendezte: Mick Jackson Robert Ludlum és Gayle Lynds regényéből) Amerikában az Ebola egy különösen veszélyes variánsa terjed, amit Hádész vírusnak[4] neveznek. Már a kezdetektől felmerül, hogy terrortámadás történt.
- Az ember gyermeke (Children of Men, 16 év, amerikai-angol-japán sci-fi, 109 perc, 2006, rendezte: Alfonso Cuarón P.D. James regényéből) 2008-ban halálos influenzajárvány tizedelte meg az emberséget amely után nem született több gyermek. A tudósok a legkülönfélébb elméletekkel álltak elő ezzel kapcsolatban. De miközben mindenki csendesen beletörődött mindebbe, valahol csoda történt.
- Ultraviola (Ultraviolet, 16 év, amerikai akciófilm, 88 perc, 2006, rendezte: Kurt Wimmer) 2078-ban világszerte a HGV[5] vírus pusztít vámpírokká változtatva az embereket.
- Az esemény (The Happening, 16 év, amerikai-indiai-francia  sci-fi, 2008, rendezte: M. Night Shyamalan) Egy furcsa jelenség következtében szaporodnak az érthetetlen halálesetek. És szaporodnak az elméletek is, mi lehet az ijesztő jelenség mögött.
- Végítélet (Doomsday, 16 év, brit-amerikai-dél-afrikai-német akciófilm, 2008, 113 perc, rendezte: Neil Marshall) Harminc éve milliók haltak meg a Reaper vírus[6] járványban. Londonban újra felüti fejét a halálos ragály. Egy elit kommandót küldenek ki a járvány sújtotta vidékre, hogy megtalálják az ellenszert.
- Vakság (Blindness, 18 év, brazil-kanadai-japán-brit-olasz sci-fi, 2008, rendezte: Fernando Meirelles, José Saramago regénye alapján) A városon eluralkodik a pánik, amikor egyre többen vakulnak meg valami érthetetlen kór következtében, akiket azután vesztegzár alá helyeznek.
- Spanyolnátha – az elfeledett esetek (Spanish Flu: The Forgotten Fallen, 12 év, angol filmdráma, 2009, rendezte:  Justin Hardy) Az első világháború befejezését követően a frontról hazatérő katonák nyomában lett halálos világjárvány a spanyolnátha. Manchesterben dr. James Niven próbálja felvenni a küzdelmet a járvánnyal.
- Víruscsapda (Carriers, amerikai sci-fi akciófilm, 2009, rendezte: David Pastor és Àlex Pastor) Halálos ragály terjed világszerte. Egy baráti társaság egy járványmentes menedéket keres. De mialatt sikeresen elkerülik a fertőzötteket, közben egymás ellen fordulnak.
- Fekete halál (Black Death, német-brit történelmi film, 2010, rendezte: Christopher Smith) A történet az XIV. századi európai bubópestis járvány idején játszódik.
- Fertőzés (Contagion, amerikai thriller, 106 perc, 2011, rendezte: Steven Soderbergh) Egy asszony Hong Kongból hazatérve influenzaszerű tünetekkel megbetegszik és meghal. Az amerikai járványügyi központba  egyre több megbetegedésről és halálesetről fut be értesítés. Az egészségügyi szakemberek hamarosan egy világjárvány közepén találják magukat.
- The Plague (amerikai rövidfilm, 2013, 9 perc, rendezte: Christopher James Jordan Albert Camus A pestis című regényéből) Dr. Rieux utolsó felvételei a pestis sújtotta városban.
- Inferno (Inferno, amerikai-magyar misztikus thriller, 12 év, 2016, rendezte: Ron Howard Dan Brown regénye alapján) Langdon professzor (Tom Hanks) egy olyan szövevényes ügybe keveredik, amelyben egy őrült fanatikus az Inferno[7] nevű halálos vírussal akarja megtizedelni az emberiséget.
- Kiéhezettek (The Girl with All the Gifts, 16 év, angol-amerikai horror, 111 perc, 2016, rendezte: Colm McCarthy) Az emberek között valamikor a jövőben spórák okozta fertőzés pusztít. A kórokozó a szervezetbe kerülve átveszi az irányítást a fertőzöttek idegrendszere fölött kannibállá változtatva az embereket.
- Élesítve (Unlocked, cseh-svájci-angol-amerikai-francia film, 2017, rendezte: Michael Apted) Iszlamista terroristák a Marburg-vírus különösen fertőző K-variánsát[8] készülnek bevetni Londonban.
- Wuhan: The Long Night (’Vuhan: A hosszú éjszaka’, kínai rövidfilm, 5 perc, 2020) Egy Vuhanban rekedt forgatócsoport által készített öt perces kisfilm a lezárt, néptelen városról.
- Halálos iramban: Hobbs & Shaw (Fast & Furious Presents: Hobbs & Shaw, amerikai-japán akciófilm, 2019, rendezte: David Leitch) Hobbs (Dwayne Johnson) a terroristák kezébe került különleges hadászati vírus, a C17 („Hópihe”)[1] nyomába ered, amely elfolyósítja a fertőzöttek belső szerveit és bevetése esetén milliók halálát okozhatná.
- Corona (’Korona’, amerikai thriller, 2020)
- Die Pest (’A pestis’, német filmdráma, 2020, 60 perc, rendezte: Dömötör András Albert Camus A pestis című regényéből)
- Történetek a karanténból (Relatos con-fin-a-dos, 16 év, spanyol fekete komédia, 90 perc, 2020) Öt spanyol rendező, Fernando Colomo, Álvaro Fernández Armero, David Marqués, Miguel Bardem és Juan Diego Botto groteszk története a COVID-19 járvány és karantén idején.
- A túlélés oltárán (Last Man Down, 18 év, svéd akciófilm, 2021, rendezte: Fansu Njie) Egy halálos világjárvány idején egy volt katona az erdőben talál menedéket.
- Az immunis (The Survivalist, 16 év, amerikai akcióthriller, 91 perc, 2021, rendezte: Jon Keeyes) Másfél évvel azután, hogy a civilizációt egy vírusjárvány megtizedelte, egy volt FBI-ügynök kénytelen megvédeni egy, a betegségre immunis fiatal nőt a rá vadászó veszélyes bandavezértől.

### Televíziós sorozatok
- A farm, ahol élünk (A Little House on The Prairie, 12 év, amerikai filmsorozat I./18. rész, A járvány (Plague), 1974) Walnut Grove-ban egyre többen lázasok. Nyilvánvaló, hogy ismeretlen eredetű járvány tört ki. Baker doktor a templomban rendezi be az ideiglenes kórházát.
- Végítélet (The Stand, 1994) Stephen King azonos című regényéből készített négy részes minisorozat.
- X-akták (The X-Files, amerikai misztikus thriller sorozat, 1993–2018)
  - 2. évad 9. epizód: Tűzjáró (Firewalker, 1994, rendezte: David Nutter) Egy vulkánból származó szilícium alapú létforma spórái[9] fertőzi meg az embereket. Ha kijut a kutatóállomásról akár világméretű katasztrófát is okozhat.
  - 2. évad 22. epizód: A járvány (F. Emasculata, 1995, rendezte: Rob Bowman) Scully egy halálos fertőzés terjedését vizsgálja egy börtönben. Mulder eközben a két fertőzött szökött elítéltet próbálja elfogni.
  - 9. évad 15. epizód: Cápaveszély (Jump the Shark, 2002, rendezte: Cliff Bole) A Magányos Harcosok egy világméretű járvány kitörését próbálják megakadályozni, amit terroristák szabadítanának a világra.
  - 10 évad 6. epizód: Az én harcom 2. (My Struggle II, 2016, rendezte: Chris Carter) című résztől, rendezte: Chris Carter) Az Egyesült Államokban spártai vírus[1] járvány tör ki ami hamarosan világjárvánnyá válik. Kiderül, hogy mindezt a Cigarettázó Férfi indította el.
- X csapat (Mutant X, 12 év, kanadai-amerikai akciófilm-sorozat, 45 perc, 2001)
  - A járvány című epizód: a mutánsok között egy halálos vírusos megbetegedés ütötte fel a fejét. Először a képességeiket támadja meg, de azután halált okoz.
- Cobra 11 (Alarm für Cobra 11 – Die Autobahnpolizei, német akciófilm-sorozat, 2009)
  - 5. rész Gyilkos vírus 1-2. A SARS vírus egy gyorsan terjedő, 100%-osan halálos változata.
- A mi kis falunk (magyar filmsorozat, 12 év, 2017, rendezte: Kapitány Iván, 60 perc) II/3. A karantén című epizód.) Pajkaszegen járvány üti fel a fejét. A járványügyi szakemberek katonák segítségével karantén alá vonják a falu lakosait, és megkezdik a falusiak szűrését.
- Idővonal (alternatív magyar cím:  Átutazók, Travelers, kanadai-amerikai sci-fi televíziós sorozat, 2016-2018) A második évadban (2017) a Földön egy halálos vírus okoz világjárványt.
- Doktor Murphy (The Good Doctor, amerikai drámasorozat, 2017–, II / 10. – 11. rész) Karantén – 1. és 2. rész (Quarantine) A Koerner Klinikán ismeretlen, SARS-hoz hasonló vírusos járvány üti fel a fejét. A kórházban karantént állítanak fel és megpróbálják azonosítani az ismeretlen kórokozót.
- Mars – Utunk a vörös bolygóra (Mars, amerikai sci-fi dokumentumjátékfilm sorozat, 2018, Stephen Petranek Életünk Marson (How We'll Live on Mars) című könyve alapján) 4. A kór (Contagion) című epizód: A marsi kolónia munkatársain különös betegség jelei mutatkoznak. Először arra gondolnak, hogy a fúrásokkal szabadíthattak ki valamilyen marsi kórokozót. Közben egyre több ember betegszik meg és bekövetkezik az első haláleset is.
- A pestis (La peste, spanyol tévéfilmsorozat, 2018-2019) A XVI. században Sevilla az amerikai kereskedelem egyik központja. Szörnyű pestisjárvány tombol, miközben meggyilkolt emberek holttestei kerülnek elő. Sokan mindezt a világvége közelede előjeleiként értelmezik.
- Halálzóna (The Hot Zone, 16 év, amerikai sci-fi thriller sorozat filmsorozat, 6x43 perc, 2019, rendezte: Nick Murphy és Michael Uppendahl) Az amerikai hadsereg fertőző betegségekkel foglalkozó intézetében Dr. Nancy Jaax (Julianna Margulies) néz szembe az ebolajárvánnyal.[10]
- A járvány (Épidémie, 15 év, kanadai filmsorozat, 55 perc, 2020) Anne-Marie infektológusként dolgozik egy víruslaborban. A városban egyre több megbetegedésről érkezik hír. Mire a hatóságok feleszmélnek, már egy világjárvány kitörése fenyeget.
- A Grace klinika (Grey's Anatomy, 2020, 17. évad 1.) Epizód a korona vírus járványról.

## Járványokkal kapcsolatos filmek
Az alábbi filmekben járvány illetve járványveszély csupán a történet hátteréül szolgál.
- Meztelen diplomata (fekete-fehér magyar vígjáték, 1963, rendezte: Palásthy György Rejtő Jenő Vesztegzár a Grand Hotelben című regénye alapján.) Egy luxusszállóban úgy próbálják tárgyalóasztal mellett tartani az egyik felet, hogy elhíresztelik, bubopestis ütötte fel a fejét, amelynek következtében karanténba zárják a szállodát.
- Az oroszlán ugrani készül (magyar krimiparódia, 1969, rendezte: Révész György Dragan Ivkov – Đorđe Lebović: Pestis XX című regényéből) Otto Klauberg náci háborús bűnös orvos húsz év után szabadul a börtönből. A második világháború alatt halálos fertőző betegségekkel kísérletezett egy koncentrációs tábor foglyain. Szabadulása után első útja érthetetlen módon a Jugoszláv tengerpartra vezet.
- Egy óra múlva itt vagyok… (magyar televíziós kalandfilmsorozat, 1971-1974, 13. Szökevények című epizód, rendezte: Wiedermann Károly) A koncentrációs táborban a fertőző agyvelőgyulladás egy különösen veszélyes variánsa ütötte fel a fejét. A tábor SS főorvosában felötlik egy biológiai fegyver előállításának a lehetősége.
- A fekete város (magyar tévéfilmsorozat, 1970–71, rendezte: Zsurzs Éva) Mikszáth Kálmán azonos című regényből készült hétrészes tévéfilmsorozat hátterében az 1700-as évek elején a Felvidéken pusztító pestisjárvánnyal.
- Halál Velencében (Morte a Venezia, olasz-francia filmdráma, 1971, 130 perc, Luchino Visconti Thomas Mann  azonos című regényéből) Gustav von Aschenbach (Sir Dirk Bogarde) egy tengerparti üdülőhelyen pihen. Eközben kolera szed egyre több áldozatot.
- Eldorádó (magyar filmdráma, 1988, rendezte: Bereményi Géza) Rövid jelenetben az 1940-es évek végén Magyarországon pusztító diftéria járvánnyal.
- Cyborg – A robotnő (Cyborg, 18 év, amerikai sci-fi akciófilm, 86 perc, 1989, rendezte: Albert Pyun) A posztapokaliptikus világban pestisjárvány pusztít.
- Őrült Stone, avagy 2008 a patkány éve (Split Second, amerikai sci-fi, 1992, 90 perc, rendezte: Tony Maylam) Londonban a Temze elöntötte a város nagyrészét és nyomában járványok sújtják a hátramaradt lakosságot. Főként a patkányok által terjesztett leptoszpirózis járvány, amit vízbetegségnek neveznek. Eközben Harley Stone rendőrtiszt (Rutger Hauer) egy rém után nyomoz.
- A változások kora (Restoration, amerikai-brit filmdráma, 1995, 117 perc, rendezte: Michael Hoffman, Rose Tremain regényéből) A történet hátterében az 1660-as évek angliai pestisjárványa.
- Sliders (Sliders, amerikai sci-fi sorozat, 1995-2000):
  - 11. rész (3S2E): A szerelem istenei[11] (Love Gods), 1996, rendezte: John McPherson) Egy világ, ahol Irak biológiai fegyvert vetett be, és a vírus kipusztította a férfiakat. A túlélőket, akiket itt „tenyészeknek” vagy „hazafiaknak” neveznek, és az UNH (Újra Népesítési Hivatal) telepein szaporítanak.
  - 31. rész (3S9E): A trónörökös szülőatyja (The Prince of Slides), 1997, rendezte: Richard Compton) Néhány évtizede a nők egy vírusos járvány következtében csak hat hónapig tudják kihordani a babát, ezért a férfiaknak kell tovább kihordaniuk és megszülniük.
- Spawn – Az ivadék (Spawn, 16 év, amerikai akciófilm, 97 perc, 1997, rendezte: Mark A. Z. Dippé) Egy észak-koreai biológiai fegyvergyár megtámadása során különféle kórokozók szabadulnak el. De a legnagyobb veszélyt az jelenti, hogy a támadók magukkal vitték a Heat-16[12] elnevezésű biológiai fegyvert.
- Mimic – A júdás-faj (Mimic, francia thriller, 1997, 101 perc, rendezte: Guillermo del Toro) Évekkel ezelőtt a gyerekeket csótányok által terjesztett betegség támadta meg. Dr. Susane Tyler (Mira Sorvino) fejlesztett ki egy genetikailag módosított, szaporodásra képtelen rovart, ami kipusztította a csótányokat. De néhány év múlva mégis megjelent egy különleges változata.
- Mission: Impossible 2. (Mission: Impossible II, 12 év, amerikai-német akciófilm, 123 perc, 2000, rendezte: John Woo) Elloptak egy biológiai fegyvert, a Chimera nevű vírust.[12] A csoportra hárul a feladat, a vírus visszaszerzése.
- Lara Croft: Tomb Raider 2. – Az élet bölcsője (Lara Croft Tomb Raider: The Cradle of Life, 12 év, amerikai-német-japán-angol-holland akciófilm, 2003, rendezte: Jan de Bont) Egy bio-terrorista meg akarja szerezni Pandora Szelencéjét, amelyet a Hold templomban rejtették el. Lara Croftnak (Angelina Jolie) kell ezt megakadályoznia.
- Aeon Flux (Æon Flux, amerikai-német-brazíl-olasz akció sci-fi film, 2005, 93 perc, rendezte: Karyn Kusama Peter Chung Æon Flux című animációs filmsorozata alapján) 2011-ben egy vírus csaknem teljesen kipusztította az emberiséget. A túlélők 404 évvel később, 2415-ben a Bregna nevű városállamban élnek látszólag idilli körülmények között. De a polgárok rendre nyugtalanító jelenségeket tapasztalnak.
- Daybreakers – A vámpírok kora (Daybreakers, ausztrál-amerikai akciófilm, 98 perc, 2009, rendezte: Peter és Michael Spierig) 2019-re az emberiség nagy része egy rejtélyes járvány következtében vámpírrá változott.
- Boszorkányvadászat (Season of the Witch, 16 év, amerikai akciófilm, 95 perc, 2011, rendezte: Dominic Sena) Két kiugrott kereszteslovagnak egy boszorkánysággal vádolt lányt kell a bíróságra vinni, akit az évek óta tomboló pestisjárvány előidézésével vádolnak, s ami már a lakosság háromnegyedét kipusztította.
- Hétköznapi pár (Perfect Sense, brit-svéd-dán-ír sci-fi, 2011, rendezte: David Mackenzie) Egy vírusos fertőző betegség következtében az fertőzöttek lassan elveszítik mind az öt érzéküket.
- A kolónia (The Colony, 18 év, kanadai akcióthriller, 2013, 95 perc, rendezte: Jeff Renfroe) A Föld lakóit a klímaváltozás, illetve egy annak következtében fellépő halálos járvány tizedelte meg. Aminek azonban nincs köze egy elvadult horda megjelenéséhez.
- Az 5. hullám (The 5th Wave, 16 év, amerikai fantasztikus thriller, 111 perc, 2016, rendezte: J Blakeson) A földönkívüli hódítók támadásának első négy hulláma az egész Földre az áramszolgáltatás sőt a teljes infrastruktúra leállítása, a földrengés és szökőár rombolása, nyomukban a halálos madárinfluenza járvány és az invázió volt. Most pedig elérkezettnek látják az időt az utolsó, az ötödik hullámra.
- Stratton (Stratton, 16 év, angol akciófilm, 95 perc, 2017, rendezte: Simon West) John Stratton csapatával Iránban egy biológiai tömegpusztító fegyver laboratóriumon üt rajta, de elkéstek. Valaki megelőzte őket. És az egész világon készül bosszút állni.
- Tomb Raider (angol-amerikai akciófilm, 12 év, 2018, rendezte: Roar Uthaug) Lara Croft (Alicia Vikander) egy ismeretlen, lakatlan szigetre követi hét éve eltűnt apját. Nem tudja, hogy apjához hasonlóan bioterroristák próbálják megtalálni a legendás boszorkánykirálynő, Himiko sírját, amivel halálos járványt szabadíthatnának a világra.
- Karantén meló (Locked Down, 15 év, angol romantikus vígjáték, 118 perc, 2021, rendezte: Doug Liman) Egy szakítás szélén álló párt a Covid-19 miatt bevezetett karantén zár össze Londonban. Az unalom helyett azonban nem várt izgalmakat hoz a kényszerű együttlét.
- A majmok bolygója - Lázadás

## Zombi filmek
Egyes régebbi zombi-filmek történetében még vegyi katasztrófa okozta az emberek zombivá válását. Később általánossá vált az a motívum, amely szerint egy mesterségesen előállított vírus változtatja tömegesen zombivá a fertőzött embereket. Az utóbbi időkben jelentek meg azok a zombi-filmek, amelyekben már nem nevezik meg az okot.
- Az élőhalottak éjszakája (Night of the Living Dead, amerikai horrorfilm, 1968, rendezte: George A. Romero)
- Holtak hajnala (Dawn of the Dead, amerikai-olasz horrorfilm, 1978, rendezte: George A. Romero) A zombi-apokalipszis idején néhányan egy eldugott bevásárlóközpontban keresnek menedéket.
- Holtak napja (Day of the Dead, 18 év, amerikai horrorfilm, 1985, rendezte: George A. Romero) A földet egyetlen floridai bunker kivételével a zombik uralják.
- Sliders (Sliders, amerikai sci-fi sorozat, 1995-2000, 40. rész (3S18E): A hiúság áldozatai (Sole Survivors ), 1997, rendezte: David E. Peckinpah) Quinn lábát megharapta az egyik zombi, és így ő is fertőzött lett. A baktériumot a zsír ellen találták fel fogyókúrás céllal, és az ellenszérummal együtt recept nélkül árúsították. De sokaknál nem használt az ellenszérum. Így tört ki a járvány. A zölden fluoreszkáló szemű őrült zsírzabáló zombik ellen csak a fény véd.
- A Kaptár sorozat (Resident Evil, 2002, rendezte: Paul W. S. Anderson) Az Umbrella nevű biotechnológiai cég „A Kaptár” néven emlegetett földalatti biztonsági laboratóriumában halálos T-vírus[7] szabadul el. A halottak zombiként támadnak fel. De a fertőzés nem áll meg a labor falainál.
- Holtak hajnala (Dawn of the Dead, amerikai-kanadai-japán-francia horrorfilm, 2004, rendezte: Zack Snyder) Az 1978-as azonos című film feldolgozása.
- Holtak Földje (Land of the Dead, francia-kanadai-amerikai horrorfilm, 2005, 93 perc, rendezte: George A. Romero) Élő halottak uralják a világot. Az utolsó emberek egy fallal körülvett városban élnek.
- Doom (amerikai-angol-cseh-német sci-fi horrorfilm, 2005, 105 perc, rendezte: Andrzej Bartkowiak az id Software Doom című számítógépes játéka alapján) Valami elszabadulhatott a marsi felszín alatti laboratóriumban. A vészjelzésre egy kommandó érkezik megmenteni a túlélőket és kideríteni a katasztrófa körülményeit.
- Grindhouse – Terrorbolygó (Grindhouse: Planet Terror, 18 év, amerikai-mexikói horror, 2007, rendezte: Robert Rodríguez) Egy városban kísérleti biológiai fegyver szabadul el. Hatására az emberek tömegesen változnak zombivá.
- Karantén (Quarantine, amerikai horrorfilm, 2008, 81 perc, rendezte: John Erick Dowdle) A tűzoltókat egy bérházban kiütött tűzhöz riasztják. A lakókat valamilyen vírus[13] zombivá változtatta.
- Holtak napja (Day of the Dead, 18 év, amerikai horrorfilm, 86 perc, 2008, rendezte: Steve Miner) Egy halálos vírus terjedése miatt a katonaság karantén alá von egy colorado-i kisvárost.
- The Walking Dead (amerikai horror sorozat, 2010-)
- Z Világháború (World War Z, amerikai-brit-máltai horrorfilm, 2013, rendezte: Marc Forster) Egy titokzatos veszettségszerű fertőzés zombivá változtatta az emberiség nagyrészét. Gerry Lane, az ENSZ egykori alkalmazottja próbál gyógymódot találni.
- Helix (Helix, amerikai-kanadai televíziós horrorsorozat, 26x40 perc, 2014–2015) A CDC, az amerikai járványügyi központ kutatói az Arctic BioSystems északi-sarki biológiai laboratóriumban egy járvány kitörését vizsgálják ki. De kiderül, hogy a Narvik-vírus az egész emberiség létét fenyegeti.
- Elit alakulat a zombik ellen (Navy Seals vs. Zombies, 16 év, amerikai akciófilm, 97 perc, 2015, rendezte: Stanton Barrett) Baton Rouge-ban egy laboratóriumból gyilkos vírus szabadul el.
- Járvány (Pandemic, amerikai sci-fi horror, 2016, rendezte: John Suits) A Földön vírusos világjárvány pusztít. Egy orvos Los Angelesbe érkezik, hogy túlélőket találjon.
- Vonat Busanba - Zombi expressz (Busanhaeng, 18 év, dél-koreai horror, 118 perc, 2016, rendezte: Sang-ho Yeon) Szöulban egy laborból szörnyű vírus szabadul el. Miközben a városon eluralkodik az őrület, Seok-Woo kislányával még eléri a Busanba induló expresszt. Az utasok azt hiszik, ezzel megúszták a legrosszabbat.
- Halálosztag (Dead Trigger, amerikai sci-fi akciófilm, 18 év, 2017, rendezte: Mike Cuff és Scott Windhauser) A vírusos világjárvány emberek milliárdjait ölte meg, változtatta vérszomjas zombivá. A tehetetlen kormány az eseményeket tükröző videójátékot fejlesztett ki.
- Zéró páciens (Patient Zero, 18, angol akció-horrorfilm, 93 perc, 2018, rendezte: Stefan Ruzowitzky) Egy világméretű járványban a fertőzött emberek rendkívül erőszakossá válnak. Különös módon a beszédük is megváltozik, amit csak egy ember ért. Rá hárul a feladat megtalálni a vírus eredetét, azaz a zéró pácienst, illetve általa a lehetséges gyógymódot.
- Peninsula: Holtak szigete (Train to Busan 2, 18 év, dél-koreai horror, akcióthriller, 116 perc, 2020, rendezte: Sang-ho Yeon) A 2016-os Vonat Busanba - Zombi expressz folytatásában a vírus már az egész világon elterjedt. Jung-seok visszatér Koreába, hogy felkutasson egy teherautót értékes rakománya miatt.
- Vírus 32 (Virus-32, 18 év, argentin horror, 90 perc, 2022, rendezte: Gustavo Hernández) Montevideoban egy félelmetes vírus jelenik meg, ami zombivá változtatja az embereket akik miután megöltek valakit, 32 másodpercre lenyugszanak mielőtt újra őrjöngeni kezdenek.

## Zombistílusú filmek
Néhány filmben emberek nagyobb csoportja a zombi történetekből megismert viselkedéshez, tünetekhez hasonlót mutat, de az átalakulás más okokból és nem is zombiként való újjáéledést követően következik be. 
- 28 nappal később (28 Days Later..., 18 év, angol-francia horrorfilm, 113 perc, 2002, rendezte: Danny Boyle) Egy laboratóriumot allatvédő aktivisták támadnak meg tiltakozásul, ahol a kísérleti állatokat dühöt kiváltó vírussal fertőzték meg. Huszonnyolc nappal később Jim (Cillian Murphy) kómából ébred fel egyedül, egy elhagyott kórházban a kihalt Londonban.
- 28 héttel később (28 Weeks Later, 15 év, angol-spanyol-amerikai horrorfilm, 2007, rendezte: Juan Carlos Fresnadillo) Egy vírus következtében London elnéptelenedett. Az emberek egymást irtották ki. A túlélők karanténkörzetet alakítanak ki, de a járvány újra felüti a fejét.
- Legenda vagyok (I Am Legend, amerikai filmdráma, 2007, rendezte: Francis Lawrence Richard Matheson regényéből) Robert Neville (Will Smith) virológus a kutyájával él a kihalt New Yorkban. Éjszakánként mutánsok veszik át az uralmat. A tudós próbál gyógymódot találni az átváltozottak számára.
- Pandorum (Pandorum, 18 év, német-brit-amerikai sci-fi horror, 2009, rendezte: Christian Alvart) Egy távoli bolygó felé tartó hatalmas űrhajón hibernálásból ébred a soros személyzet, de nem emlékeznek semmire. A lezárt vezérlőteremből kijutva elvadult kannibálokat találnak, akik elől más túlélőkkel kell rejtőzniük. Felmerül, hogy ezek valamilyen hiba folytán korábban felébresztett hibernáltak vagy azok ki tudja hányadik generációs leszármazottai lehetnek.
- A tébolyultak (The Crazies, amerikai-emírátusokbeli horror, 101 perc, 2010, rendezte: Breck Eisner) Egy amerikai kisvárosban egyre szaporodnak az érthetetlen, brutális bűncselekmények. A seriff valami összefüggést sejt a mocsárba zuhant katonai géppel.
- A kolónia (The Colony, 18 év, kan. akcióthriller, 2013, 95 perc, rendezte: Jeff Renfroe) A Föld lakóit a klímaszabályozási kísérlet kudarca nyomán fellépő jégkorszak, illetve egy annak következtében fellépő halálos járvány tizedelte meg. Egy nap az egyik kolóniát elvadult kannibál horda támadja meg.
- Az útvesztő trilógia (amerikai-angol-kanafai sci-fi akciófilm sorozat, 16 év, 2014, 2015, 2018, rendezte: Wes Ball) Havonta egyszer liften az ellátmánnyal új jövevény érkezik az amnéziás fiatalok fallal körülvett kísérteties, zárt világába. Nem emlékeznek korábbi életükre, így arra sem, hogy odakint a nagyvilágban a Kitörés (Flare) elnevezésű vírus tombol őrjöngő fenevadakká változtatva az embereket.
- Egyedül a vadonban (Here Alone, 15 év, amerikai horror-dráma, sci-fi, 98 perc, 2016, rendezte: Rod Blackhurst) A földön egy ismeretlen járvány ütötte fel a fejét, aminek következtében az emberek kannibál szörnyekké váltak. Egy fiatal nő a vadonban lelt menedékre.

## Lásd még
- Járvány témájú dokumentumfilmek listája